# Paweł Urban
Paweł Urban (ur. 25 marca 1980) – polski judoka.
Były zawodnik klubów: UMKS Żak Kielce, KS AZS AWF Gdańsk, KS AZS AWF Warszawa, MSK Żak Ełk. Trzykrotny brązowy medalista mistrzostw Polski seniorów w kategorii do 81 kg (2005, 2012 i 2013). Wicemistrz Polski juniorów 1998.